# موشانو سانت أنجلو
موشانو سانت أنجلو (بالإيطالية: Mosciano Sant'Angelo)‏ هي بلدية في مقاطعة تيرامو في إقليم أبروتسو الإيطالي.

## السكان
في سنة 1861 بلغ عدد السكان 5٬465 نسمة، وتطور العدد ليصل في سنة 2011 لـ 9٬251 نسمة.
يظهر هذا المخطط البياني تطور النمو السكاني لـ موشانو سانت أنجلو